# Tüwdiin Tserendondow
Tüwdiin Tserendondow (mongolisch Түвдийн Цэрэндондов, englisch Tüvdiin Tserendondov; * 1. Mai 1934 in Taragt, Öwörchangai-Aimag; † 15. April 2018) war ein mongolischer Sportschütze.
Er nahm an den Olympischen Sommerspielen 1964 in Tokio teil. Im Dreistellungskampf mit dem Kleinkaliber belegte er Platz 45.